# Little Cataraqui Creek
Little Cataraqui Creek är ett vattendrag i Kanada.   Det ligger i provinsen Ontario, i den sydöstra delen av landet, 150 km sydväst om huvudstaden Ottawa.
Trakten runt Little Cataraqui Creek består till största delen av jordbruksmark. Runt Little Cataraqui Creek är det glesbefolkat, med 9 invånare per kvadratkilometer.